# Zbór Kościoła Zielonoświątkowego „Syloe” w Pyrzycach
Zbór Kościoła Zielonoświątkowego „Syloe” w Pyrzycach – zbór Kościoła Zielonoświątkowego w RP znajdujący się w Pyrzycach, przy ulicy Sportowej 1.